# 九州征伐
九州征伐（日语：／），又称九州平定（日语：／）是天正14年（1586年）至15年（1587年），丰臣秀吉率领其同盟大名与岛津家之间战争。丰臣氏最终胜利，并进而征服了九州。
九州平定是丰臣秀吉试图在战国时代末期统治日本而发动的战役之一，在征服了本州和四国的大部分地区后，秀吉在1587年将注意力转向日本主要岛屿中最南端的九州。

## 背景

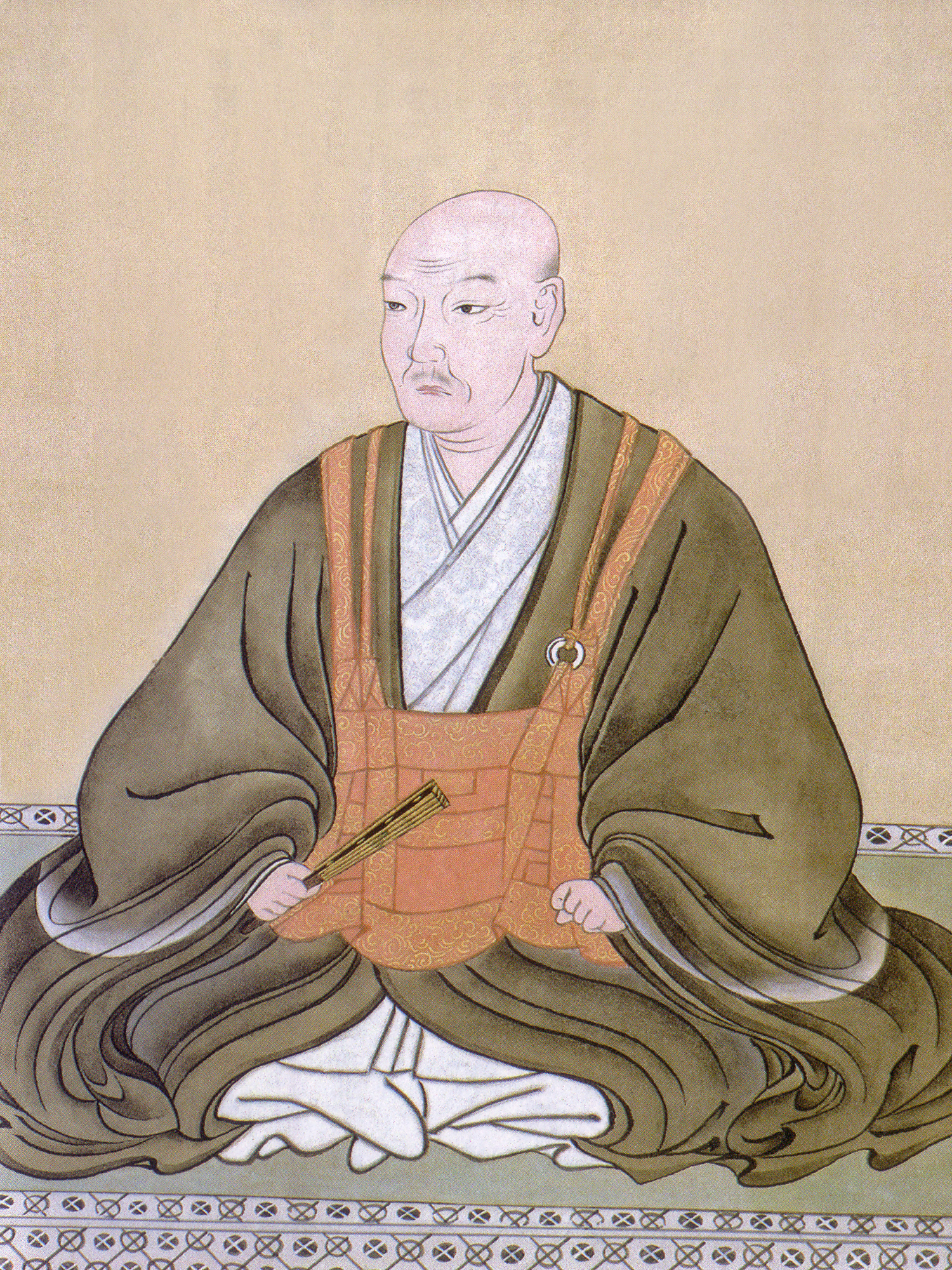
大友宗麟（图）曾向秀吉求助，以消除岛津氏

战国时代后期，九州成为了三个强大的战国大名间的斗争之地，有时被称为 “大友、龙造寺、岛津的三氏鼎立时代”。 其中，萨摩国的岛津氏打败了日向国的伊东氏、肥后国的相良氏、阿苏氏、肥前国的有马氏、龙造寺氏等，并且由于大友氏的重镇立花道雪的死，大友氏筑后国国人众也被收进了旗下，这加强了对北九州的影响力，九州平定近在眼前。
受此影响，成为关白的秀吉在天正13年（1585年）10月以朝廷的权威命令岛津氏和大友氏停战（九州停战令）。大友氏立即接受了停战令，而岛津氏在家族内部激烈争论后在决定接受停战令，同时派遣家臣镰田政近前往秀吉身边，声称虽然岛津氏按照织田信长和近卫前九的调停努力遵守休战，但大友氏却发动了进攻。大友方面也以同样的理由声称岛津方面破坏了奉旨的丰萨和平。
1586年1月，岛津义久宣布，自源赖朝以来，岛津作为一个有声望的统治者，不会把礼遇秀吉这样的。3月，秀吉向岛津氏的使者镰田政近提出了将过半的占领地返还给大友氏的国分方案，但岛津方面以“神意”拒绝，重新开始对大友的攻击。秀吉决定在大友氏的帮助下进攻九州。
作为岛津氏方面，秀吉无视九州的大部分都是岛津领的现状，无论如何也难以接受九州国分案2001。天正14年4月5日，大友宗麟亲自到大阪城拜访秀吉，恳求他消除岛津氏的威胁。
秀吉和他的军事指挥官（战奉行）黑田孝高尽量避免在进攻九州中使用丰臣秀吉的主力，而是使用已经臣服于秀吉的毛利辉元、吉川元春、小早川隆景、宫部继润等中国大名，或者长宗我部元亲、十河存保等四国大名。秀吉在天正14年4月10日写给毛利辉元的备忘录中，命令加强城郭，从丰前、肥前劫持人质、修造西海道的道路以及建造赤间关（山口县下关市）的军粮藏。

## 过程

### 天正14年战役（丰萨合战）
天正13年（1585年）2月，在毛利辉元的庇护下，在备后国的鞆（鞆幕府）逗留的征夷大将军足利义昭任命岛津义久为九州的“太守”，命令他在返回京都时协助他，并攻击大友，义久对此做出了回应（当时是为了牵制与毛利敌对的大友）。岛津氏开始了对大友氏所属的丰前、丰后、筑前的入侵。关于岛津氏发动的入侵，日本史学家池上裕子认为“岛津想用自己的力量平定九州的大部分，让秀吉承认其实绩”。
天正14年（1586年）3月，秀吉向岛津氏的使者镰田政近提出了将岛津氏占领的大部分领地返还给大友氏的国分方案，另一方面，4月指示毛利辉元准备进攻九州的军队、城郭、军粮库等。另外，仙石秀久和长宗我部元亲等人被派到丰后协助大友氏，8月给大友宗麟、大友義統父子和立花宗茂寄信，传达了黑田孝高、宫木丰盛等人将前往丰前参战。

#### 筑前之战

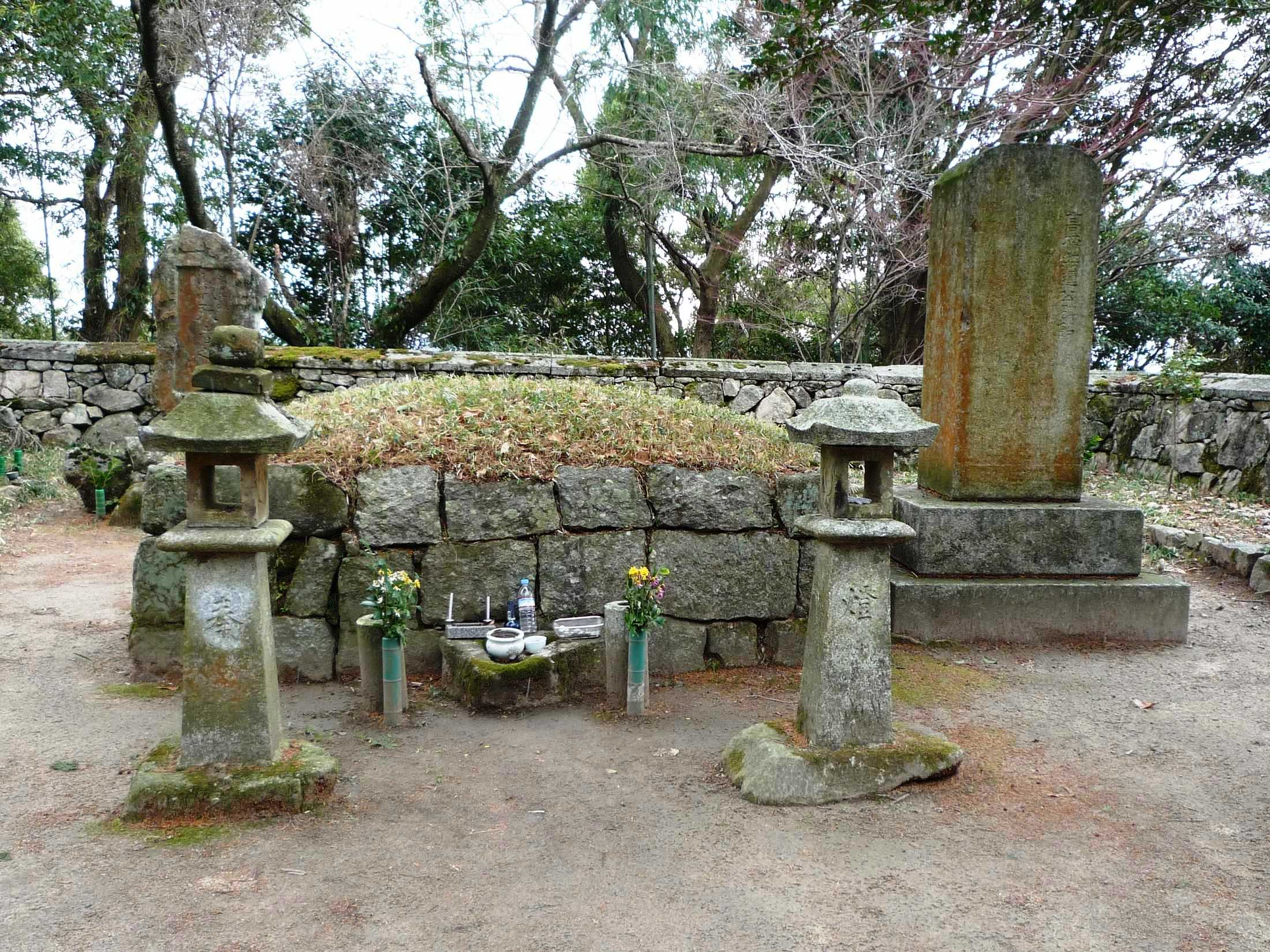
高桥绍运之墓（右）与岩屋城之战的阵亡者慰灵碑（后左）

岛津军希望在秀吉到达之前实现九州统一，便于1586年（天正14年）6月开始进攻筑前。6月18日，岛津义久亲自从鹿儿岛出发，7月2日到达肥后国八代。并以岛津忠长、伊集院忠栋打头阵，岛津忠邻、新纳忠元、北乡忠虎、川上忠坚等人随后的方式，进攻了大友方筑紫广门守卫的肥前国胜尾城（今佐贺县鸟栖市河内町）。7月6日，岛津军在筑后川的筑后国高良山（今福冈县久留米市）设置了本阵，攻占了胜尾城的支城和筑紫晴门守护的肥前鹰取城（今鸟栖市山浦町中原）。7月10日胜尾城也被攻破，但同一天，秀吉决定派遣军队讨伐岛津氏。
秀吉命令接受九州国分令的大友宗麟和毛利辉元执行国分令，并任命黑田孝高、宫城堅甫和安国寺惠瓊为他们的检使。但秀吉也设想了国分执行不顺利的情况，除了辉元、吉川元春、小早川隆景的毛利军之外，还命令赞岐国高松城主仙石秀久、土佐国冈丰城主长宗我部元亲率军渡海。另一方面，岛津军于7月12日将本阵移至筑前天拜山（今福冈县筑紫野市），由高桥绍运守卫的筑前岩屋城（今福冈县太宰府市太宰府），绍运长子、19岁的立花宗茂守卫的立花山城（福冈县糟屋郡新宫町立花），绍运次子、13岁的高桥统增（之后的立花直次）守卫的宝满山城（今太宰府市北谷）成为了攻击目标。
7月13日起，岛津军以超过3万人的大军围攻岩屋城，但由于高桥绍运的强烈抵抗，未能攻克。立花宗茂建议其撤退到立花山城与自己的军队会合，但他的父亲绍运坚持由700名士兵留在城中吸引岛津军，主张应该坚守下去等待秀吉的援军。岛津军终于在7月27日成功地占领了岩屋城，但损失惨重，数千人死亡，上井觉兼受伤。大友方面，绍运自杀，城堡里的763名士兵在激烈的战斗中全部阵亡。
岛津军虽然在8月6日攻占了宝满山城，但立花宗茂在立花山城的防守很坚固，使岛津军很难攻下。将领岛津忠长和伊集院忠栋劝告宗茂投降，但被宗茂拒绝了，调略没有奏效，但毛利军已向长门国赤间关（今山口县下关市）进军。导致8月24日，岛津军放弃攻打立花城，解除了包围，开始向立花城附近的高鸟居城（今福冈县糟屋郡须惠町上须惠）撤退。之后，宗茂于第二天8月25日夺取了高鸟居城，8月末之前与毛利先遣军一同追击岛津军，夺回了岩屋城和宝满山城。

#### 丰前、丰后之战
8月26日，神田元忠（三浦元忠）率领3000毛利先遣军离开丰前门司城（今北九州市门司区），行军准备进攻岛津方面高桥元种的支城丰前小仓城（北九州市小仓北区），但在大里（今北九州市门司区）周边附近高桥军的伏击，最终在秋月种实的攻击下撤回门司城。这是秀吉和岛津双方的首次交战。毛利军队的到来迫使岛津重新审视自己从西面攻占筑前，通过逐一攻下大友方面的城堡来扩大自己领土的计划。
9月，在秀吉的命令下，十河、長宗我部兩家的部隊也向豐後進發，與大友家的部隊合流。9月9日，秀吉獲封朝廷賜姓豐臣，此時他已將豐前國的廣津城（今福岡縣築上郡吉富町）、時枝城（今大分縣宇佐市）、宇佐城（今宇佐市）及筑前國的花尾城（今北九州市八幡西區）、龍岳城（今福岡縣宮若市）等地降伏。10月初，毛利輝元與軍監黑田孝高、叔父吉川元春、小早川隆景等人在九州登陸，進攻高橋元種所在的小倉城以及賀來氏據守的豐前宇留津城（今福岡縣築上郡築上町宇留津）。進攻小倉城的指揮由當家輝元擔任，元春及隆景等人也加入進攻行列。先前因前家督吉川元春隱居而繼承的吉川元長，此戰乃睽違數年的首戰。

## 脚注
1. 1 2 3 4 5 6 7 8 9  小和田哲男 2006，第187-214頁.
2. ↑  熱田公 1992，第243頁.
3. ↑  藤木久志 1985.
4. ↑  池享 2003，第62-65頁.
5. ↑  藤木久志 2001，第153-154頁.
6. ↑  小和田哲男 2007，第125-128頁.
7. 1 2  小和田哲男 2007，第129-132頁.
8. ↑  岡本良一 1969，第269頁.
9. ↑  尾下成敏 2010.
10. ↑  池上裕子 2002，第154-155頁.
11. ↑  林屋辰三郎 1974，第371-375頁.